# Spododes unifacta
Spododes unifacta är en fjärilsart som beskrevs av Dyar 1913. Spododes unifacta ingår i släktet Spododes och familjen mätare. Inga underarter finns listade i Catalogue of Life.